# Patricia Hy
Patricia Hy (née le 22 août 1965 à Phnom Penh, Cambodge) est une joueuse de tennis professionnelle hongkongaise. Naturalisée canadienne en 1991, elle est alors connue sous le nom de Patricia Hy-Boulais jusqu'à sa retraite sportive en 1998.
En 1992, elle a atteint les quarts de finale à l'US Open (battue par la numéro un mondiale Monica Seles), non sans avoir notamment éliminé Jennifer Capriati et Helena Suková. Il s'agit de sa meilleure performance en simple dans une épreuve du Grand Chelem.
Cinq années plus tôt, en 1987, associée à Etsuko Inoue, elle a joué les demi-finales en double dames des Internationaux d'Australie.
Patricia Hy a gagné deux tournois WTA au cours de sa carrière, dont un en double dames.

## Palmarès

### Titre en simple dames
| No | Date       | Nom et lieu du tournoi                     | Catégorie | Dotation | Surface         | Finaliste         | Score         |          |
| -- | ---------- | ------------------------------------------ | --------- | -------- | --------------- | ----------------- | ------------- | -------- |
| 1  | 06-10-1986 | Taipei International Championships, Taïwan |           | 50 000 $ | Moquette (int.) | Adriana Villagrán | 6-7, 6-2, 6-3 | Parcours |

### Finale en simple dames
| No | Date       | Nom et lieu du tournoi                        | Catégorie | Dotation  | Surface      | Vainqueure         | Score         |          |
| -- | ---------- | --------------------------------------------- | --------- | --------- | ------------ | ------------------ | ------------- | -------- |
| 1  | 15-05-1995 | Rover British Clay Court Champ's, Bournemouth | Tier IV   | 107 500 $ | Terre (ext.) | Ludmila Richterová | 6-7, 6-4, 6-3 | Parcours |

### Titre en double dames
| No | Date       | Nom et lieu du tournoi | Catégorie | Dotation  | Surface    | Partenaire   | Finalistes                   | Score    |          |
| -- | ---------- | ---------------------- | --------- | --------- | ---------- | ------------ | ---------------------------- | -------- | -------- |
| 1  | 31-01-1994 | Amway Classic Auckland | Tier IV   | 100 000 $ | Dur (ext.) | Mercedes Paz | Jenny Byrne Julie Richardson | 6-4, 7-6 | Parcours |

### Finales en double dames
| No | Date       | Nom et lieu du tournoi                       | Catégorie | Dotation  | Surface      | Vainqueures                         | Partenaire      | Score    |          |
| -- | ---------- | -------------------------------------------- | --------- | --------- | ------------ | ----------------------------------- | --------------- | -------- | -------- |
| 1  | 22-02-1993 | Matrix Essentials Evert Cup Indian Wells     | Tier II   | 375 000 $ | Dur (ext.)   | Rennae Stubbs Helena Suková         | Ann Grossman    | 6-3, 6-4 | Parcours |
| 2  | 15-05-1995 | Rover British Clay Court Champ's Bournemouth | Tier IV   | 107 500 $ | Terre (ext.) | Mariaan de Swardt Ruxandra Dragomir | Kerry-Anne Guse | 6-3, 7-5 | Parcours |

## Parcours en Grand Chelem

### En simple dames
| Année | Open d'Australie (janvier) | Open d'Australie (janvier) | Internationaux de France | Internationaux de France | Wimbledon       | Wimbledon            | US Open         | US Open           | Open d'Australie (décembre) | Open d'Australie (décembre) |
| 1983  | n/a                        | n/a                        | -                        | -                        | 2e tour (1/32)  | Claudia Kohde-Kilsch | 3e tour (1/16)  | Pilar Vásquez     | -                           | -                           |
| 1984  | n/a                        | n/a                        | 1er tour (1/64)          | Shelley Solomon          | -               | -                    | -               | -                 | -                           | -                           |
| 1987  | 2e tour (1/32)             | Elizabeth Smylie           | 1er tour (1/64)          | Claudia Kohde-Kilsch     | 1er tour (1/64) | Akiko Kijimuta       | 2e tour (1/32)  | Sandra Cecchini   | n/a                         | n/a                         |
| 1988  | 1er tour (1/64)            | Cynthia MacGregor          | -                        | -                        | -               | -                    | -               | -                 | n/a                         | n/a                         |
| 1990  | -                          | -                          | 1er tour (1/64)          | Iva Budařová             | -               | -                    | 2e tour (1/32)  | Jennifer Capriati | n/a                         | n/a                         |
| 1991  | 2e tour (1/32)             | Catherine Tanvier          | 2e tour (1/32)           | Jana Novotná             | 3e tour (1/16)  | Katerina Maleeva     | 3e tour (1/16)  | Jennifer Capriati | n/a                         | n/a                         |
| 1992  | 2e tour (1/32)             | Gabriela Sabatini          | 4e tour (1/8)            | Gabriela Sabatini        | 3e tour (1/16)  | Jennifer Capriati    | 1/4 de finale   | Monica Seles      | n/a                         | n/a                         |
| 1993  | 2e tour (1/32)             | Kimberly Po                | 3e tour (1/16)           | Anke Huber               | 3e tour (1/16)  | Martina Navrátilová  | 2e tour (1/32)  | Lindsay Davenport | n/a                         | n/a                         |
| 1994  | 1er tour (1/64)            | Lindsay Davenport          | 1er tour (1/64)          | M.F. Bentivoglio         | 1er tour (1/64) | Sandra Cecchini      | 3e tour (1/16)  | Jana Novotná      | n/a                         | n/a                         |
| 1995  | 1er tour (1/64)            | Jana Novotná               | 2e tour (1/32)           | Veronika Martinek        | 2e tour (1/32)  | Chanda Rubin         | 3e tour (1/16)  | Martina Hingis    | n/a                         | n/a                         |
| 1996  | 1er tour (1/64)            | Brenda Schultz             | 1er tour (1/64)          | Alexandra Fusai          | 4e tour (1/8)   | Jana Novotná         | 1er tour (1/64) | Gabriela Sabatini | n/a                         | n/a                         |
| 1997  | 2e tour (1/32)             | Åsa Svensson               | 2e tour (1/32)           | Mary Pierce              | 4e tour (1/8)   | Yayuk Basuki         | 2e tour (1/32)  | Elena Wagner      | n/a                         | n/a                         |
| 1998  | 1er tour (1/64)            | Tara Snyder                | 1er tour (1/64)          | Magüi Serna              | 2e tour (1/32)  | Corina Morariu       | -               | -                 | n/a                         | n/a                         |

À droite du résultat, l’ultime adversaire.

### En double dames
| Année | Open d'Australie (janvier)   | Open d'Australie (janvier) | Internationaux de France      | Internationaux de France | Wimbledon                    | Wimbledon                   | US Open                       | US Open                     | Open d'Australie (décembre) | Open d'Australie (décembre) |
| 1983  | n/a                          | n/a                        | -                             | -                        | -                            | -                           | 1er tour (1/32) Dana Gilbert  | Ilana Kloss H. Ludloff      | -                           | -                           |
| 1984  | n/a                          | n/a                        | 1er tour (1/32) Masako Yanagi | C. Bassett A. Temesvári  | -                            | -                           | -                             | -                           | -                           | -                           |
| 1985  | n/a                          | n/a                        | 2e tour (1/16) Catrin Jexell  | J. Mundel P. Teeguarden  | -                            | -                           | -                             | -                           | -                           | -                           |
| 1987  | 1/2 finale Etsuko Inoue      | Navrátilová Pam Shriver    | 1er tour (1/32) B. Gerken     | E. Derly Maïder Laval    | 1er tour (1/32) Etsuko Inoue | Navrátilová Pam Shriver     | 1er tour (1/32) Etsuko Inoue  | Henricksson Van Nostrand    | n/a                         | n/a                         |
| 1988  | 3e tour (1/8) Etsuko Inoue   | Steffi Graf E. Smylie      | -                             | -                        | 1er tour (1/32) Van Rensburg | Jo-Anne Faull R. McQuillan  | 1er tour (1/32) M. Bollegraf  | Katrina Adams Zina Garrison | n/a                         | n/a                         |
| 1989  | 1er tour (1/32) C. Benjamin  | Jana Novotná Helena Suková | 1er tour (1/32) Clare Wood    | Steffi Graf G. Sabatini  | 1er tour (1/32) M. McGrath   | Beth Herr C. Reynolds       | 1er tour (1/32) M. Werdel     | Steffi Graf G. Sabatini     | n/a                         | n/a                         |
| 1990  | -                            | -                          | -                             | -                        | -                            | -                           | 1er tour (1/32) Sophie Amiach | Jana Novotná Helena Suková  | n/a                         | n/a                         |
| 1991  | 1er tour (1/32) C. Toleafoa  | Ann Devries I. Driehuis    | -                             | -                        | -                            | -                           | -                             | -                           | n/a                         | n/a                         |
| 1992  | 1er tour (1/32) Rene Simpson | K. Godridge Nicole Pratt   | -                             | -                        | -                            | -                           | -                             | -                           | n/a                         | n/a                         |
| 1993  | 2e tour (1/16) S. Rehe       | F. Labat P. Tarabini       | 2e tour (1/16) Ann Grossman   | C. Martínez A. Sánchez   | 1er tour (1/32) Ann Grossman | Hetherington Kathy Rinaldi  | 1er tour (1/32) Ann Grossman  | Yayuk Basuki Nana Miyagi    | n/a                         | n/a                         |
| 1994  | 1er tour (1/32) Mercedes Paz | C. Barclay K. Guse         | -                             | -                        | 1er tour (1/32) Rene Simpson | Nicole Arendt K. Radford    | 1er tour (1/32) M. Werdel     | Katrina Adams M. Bollegraf  | n/a                         | n/a                         |
| 1995  | 2e tour (1/16) Meike Babel   | K. Habšudová R. Zrubáková  | 1er tour (1/32) R. McQuillan  | Linda Wild Chanda Rubin  | 1er tour (1/32) C. Barclay   | Linda Wild Chanda Rubin     | 2e tour (1/16) F. Labat       | M. McGrath L. Neiland       | n/a                         | n/a                         |
| 1996  | 2e tour (1/16) K. Guse       | Irina Spîrlea Linda Wild   | 1er tour (1/32) K. Guse       | G. Fernández N. Zvereva  | 2e tour (1/16) Rika Hiraki   | M. McGrath L. Neiland       | 1/4 de finale R. Fairbank     | M. Hingis Helena Suková     | n/a                         | n/a                         |
| 1997  | 2e tour (1/16) C. Morariu    | C. Martínez P. Tarabini    | 2e tour (1/16) Nancy Feber    | M. Hingis A. Sánchez     | 1er tour (1/32) Studeníková  | Kirstin Freye S. Noorlander | 1er tour (1/32) Åsa Svensson  | Yayuk Basuki Caroline Vis   | n/a                         | n/a                         |
| 1998  | 1er tour (1/32) Åsa Svensson | K. Radford C. Morariu      | 2e tour (1/16) B. Rittner     | C. Dhenin Émilie Loit    | -                            | -                           | -                             | -                           | n/a                         | n/a                         |

Sous le résultat, la partenaire ; à droite, l’ultime équipe adverse.

### En double mixte
| Année | Open d'Australie (janvier),   | Open d'Australie (janvier), | Internationaux de France   | Internationaux de France | Wimbledon                     | Wimbledon                   | US Open | US Open | Open d'Australie (décembre), | Open d'Australie (décembre), |
| 1985  | n/a                           | n/a                         | -                          | -                        | 1er tour (1/32) G. Michibata  | Rene Uys M. Robertson       | -       | -       | n/a                          | n/a                          |
| 1987  | -                             | -                           | -                          | -                        | 1er tour (1/32) G. Michibata  | C. Lindqvist S. Svensson    | -       | -       | n/a                          | n/a                          |
| 1988  | 1er tour (1/16) P. Chamberlin | Penny Barg Kelly Jones      | -                          | -                        | 1er tour (1/32) P. Chamberlin | Louise Field M. Tideman     | -       | -       | n/a                          | n/a                          |
| 1989  | -                             | -                           | -                          | -                        | 1er tour (1/32) Grant Connell | Jenny Byrne M. Kratzmann    | -       | -       | n/a                          | n/a                          |
| 1995  | -                             | -                           | -                          | -                        | 1er tour (1/32) E. Ferreira   | Mercedes Paz Pablo Albano   | -       | -       | n/a                          | n/a                          |
| 1996  | -                             | -                           | 2e tour (1/16) B. Haygarth | M. McGrath Matt Lucena   | 1er tour (1/32) Shelby Cannon | T. Whitlinger Brian MacPhie | -       | -       | n/a                          | n/a                          |
| 1997  | -                             | -                           | -                          | -                        | 1er tour (1/32) Rikard Bergh  | Åsa Svensson Peter Nyborg   | -       | -       | n/a                          | n/a                          |

Sous le résultat, le partenaire ; à droite, l’ultime équipe adverse.

## Parcours aux Jeux olympiques

### En simple dames
| # | Date       | Nom de l'olympiade               | Surface      | Résultat       | Ultime adversaire  | Score           |          |
| - | ---------- | -------------------------------- | ------------ | -------------- | ------------------ | --------------- | -------- |
| 1 | 06/08/1984 | Olympic Tennis Event Los Angeles | Dur (ext.)   | 2e tour (1/8)  | Sabrina Goleš      | 6-4, 4-6, 9-7   | Parcours |
| 2 | 28/07/1992 | Olympic Tennis Event Barcelone   | Terre (ext.) | 2e tour (1/16) | Mary Joe Fernández | 6-2, 1-6, 12-10 | Parcours |
| 3 | 23/07/1996 | Olympic Tennis Event Atlanta     | Dur (ext.)   | 2e tour (1/16) | Monica Seles       | 6-3, 6-2        | Parcours |

### En double dames
| # | Date       | Nom de l'olympiade             | Surface      | Résultat      | Partenaire        | Ultimes adversaires                 | Score         |          |
| - | ---------- | ------------------------------ | ------------ | ------------- | ----------------- | ----------------------------------- | ------------- | -------- |
| 1 | 28/07/1992 | Olympic Tennis Event Barcelone | Terre (ext.) | 2e tour (1/8) | Rene Simpson      | Isabelle Demongeot Nathalie Tauziat | 3-6, 6-3, 6-2 | Parcours |
| 2 | 23/07/1996 | Olympic Tennis Event Atlanta   | Dur (ext.)   | 1/4 de finale | Jill Hetherington | Jana Novotná Helena Suková          | 6-2, 6-4      | Parcours |

## Parcours en Coupe de la Fédération
| #                                                                              | Date       | Lieu        | Surface                       | Gagnante(s)                       | Perdante(s)                   | Score          |          |
|                                                                                |            |             |                               |                                   |                               |                |          |
| 1981 - 1er tour (groupe mondial) - Pays-Bas - Hong Kong - 2 : 1                |            |             |                               |                                   |                               |                |          |
| 1                                                                              | 09/11/1981 | Tokyo       | Terre (ext.)                  | Patricia Hy                       | Marcella Mesker               | 7-6, 6-3       | Parcours |
| 1                                                                              | 09/11/1981 | Tokyo       | Terre (ext.)                  | Marcella Mesker Van der Torre     | Patricia Hy Yuen-Yuen Ling    | 6-1, 6-1       | Parcours |
|                                                                                |            |             |                               |                                   |                               |                |          |
| 1982 - 1er tour (groupe mondial) - Hong Kong - Taïwan - 2 : 1                  |            |             |                               |                                   |                               |                |          |
| 2                                                                              | 19/07/1982 | Santa Clara | Dur (ext.)                    | Patricia Hy                       | Ho Chiu-Mei                   | 6-1, 6-1       | Parcours |
| 2                                                                              | 19/07/1982 | Santa Clara | Dur (ext.)                    | Patricia Hy Yuen-Yuen Ling        | Ho Chiu-Mei Wen Hsiu-Tsuan    | 6-3, 4-6, 6-4  | Parcours |
|                                                                                |            |             |                               |                                   |                               |                |          |
| 1982 - 2e tour (groupe mondial) - Hong Kong - Brésil - 0 : 3                   |            |             |                               |                                   |                               |                |          |
| 3                                                                              | 19/07/1982 | Santa Clara | Dur (ext.)                    | Pat Medrado                       | Patricia Hy                   | 6-3, 6-3       | Parcours |
|                                                                                |            |             |                               |                                   |                               |                |          |
| 1985 - 1er tour (groupe mondial) - Espagne - Hong Kong - 2 : 1                 |            |             |                               |                                   |                               |                |          |
| 4                                                                              | 08/10/1985 | Nagoya      | Dur (ext.)                    | Ana Almansa                       | Patricia Hy                   | 6-0, 6-0       | Parcours |
| 4                                                                              | 08/10/1985 | Nagoya      | Dur (ext.)                    | Ana Almansa Rosa Bielsa-hierro    | Patricia Hy Paulette Moreno   | 3-6, 7-66, 6-3 | Parcours |
|                                                                                |            |             |                               |                                   |                               |                |          |
| 1987 - 1er tour (groupe mondial) - Hong Kong - Allemagne de l'Ouest - 0 : 3    |            |             |                               |                                   |                               |                |          |
| 5                                                                              | 28/07/1987 | Vancouver   |                               | Steffi Graf                       | Patricia Hy                   | 6-7, 6-2, 6-4  | Parcours |
| 5                                                                              | 28/07/1987 | Vancouver   | Bettina Bunge Silke Meier     | Patricia Hy Paulette Moreno       | 6-1, 6-1                      |                | Parcours |
|                                                                                |            |             |                               |                                   |                               |                |          |
| 1991 - 1er tour (groupe mondial) - Canada - Danemark - 2 : 1                   |            |             |                               |                                   |                               |                |          |
| 6                                                                              | 22/07/1991 | Nottingham  |                               | Patricia Hy                       | Sofie Albinus                 | 7-5, 6-1       | Parcours |
| 6                                                                              | 22/07/1991 | Nottingham  | Jill Hetherington Patricia Hy | Sofie Albinus Karin Ptaszek       | 6-3, 6-4                      |                | Parcours |
|                                                                                |            |             |                               |                                   |                               |                |          |
| 1991 - 2e tour (groupe mondial) - Allemagne - Canada - 2 : 1                   |            |             |                               |                                   |                               |                |          |
| 7                                                                              | 24/07/1991 | Nottingham  |                               | Steffi Graf                       | Patricia Hy                   | 6-3, 3-6, 6-2  | Parcours |
| 7                                                                              | 24/07/1991 | Nottingham  | Jill Hetherington Patricia Hy | Anke Huber Barbara Rittner        | 5-7, 6-1, 6-2                 |                | Parcours |
|                                                                                |            |             |                               |                                   |                               |                |          |
| 1992 - 1er tour (groupe mondial) - Canada - Afrique du Sud - 2 : 1             |            |             |                               |                                   |                               |                |          |
| 8                                                                              | 14/07/1992 | Francfort   | Terre (ext.)                  | Patricia Hy                       | Amanda Coetzer                | 2-6, 6-2, 6-2  | Parcours |
|                                                                                |            |             |                               |                                   |                               |                |          |
| 1992 - 2e tour (groupe mondial) - Canada - Espagne - 1 : 2                     |            |             |                               |                                   |                               |                |          |
| 9                                                                              | 15/07/1992 | Francfort   | Terre (ext.)                  | Arantxa Sánchez                   | Patricia Hy                   | 6-4, 6-2       | Parcours |
| 9                                                                              | 15/07/1992 | Francfort   | Terre (ext.)                  | Conchita Martínez Arantxa Sánchez | Jill Hetherington Patricia Hy | 6-4, 6-0       | Parcours |
|                                                                                |            |             |                               |                                   |                               |                |          |
| 1993 - 1er tour (groupe mondial) - Canada - France - 1 : 2                     |            |             |                               |                                   |                               |                |          |
| 10                                                                             | 19/07/1993 | Francfort   | Terre (ext.)                  | Nathalie Tauziat                  | Patricia Hy                   | 6-4, 6-1       | Parcours |
| 10                                                                             | 19/07/1993 | Francfort   | Terre (ext.)                  | Julie Halard Nathalie Tauziat     | Jill Hetherington Patricia Hy | 7-5, 7-61      | Parcours |
|                                                                                |            |             |                               |                                   |                               |                |          |
| 1993 - Barrage (groupe mondial I) - Uruguay - Canada - 0 : 3                   |            |             |                               |                                   |                               |                |          |
| 11                                                                             | 20/07/1993 | Francfort   | Terre (ext.)                  | Patricia Hy                       | Claudia Brause                | 6-2, 6-1       | Parcours |
|                                                                                |            |             |                               |                                   |                               |                |          |
| 1994 - 1er tour (groupe mondial) - Canada - Suisse - 3 : 0                     |            |             |                               |                                   |                               |                |          |
| 12                                                                             | 19/07/1994 | Francfort   | Terre (ext.)                  | Patricia Hy                       | Emanuela Zardo                | 6-3, 6-4       | Parcours |
|                                                                                |            |             |                               |                                   |                               |                |          |
| 1994 - 2e tour (groupe mondial) - Canada - États-Unis - 0 : 3                  |            |             |                               |                                   |                               |                |          |
| 13                                                                             | 21/07/1994 | Francfort   | Terre (ext.)                  | Lindsay Davenport                 | Patricia Hy                   | 6-2, 6-4       | Parcours |
|                                                                                |            |             |                               |                                   |                               |                |          |
| 1995 - 1/4 de finale (groupe mondial II) - Italie - Canada - 2 : 3             |            |             |                               |                                   |                               |                |          |
| 14                                                                             | 22/04/1995 | Ancona      | Terre (ext.)                  | Patricia Hy                       | Silvia Farina                 | 3-6, 7-64, 8-6 | Parcours |
| 14                                                                             | 22/04/1995 | Ancona      | Terre (ext.)                  | Patricia Hy                       | Sandra Cecchini               | 6-2, 6-3       | Parcours |
|                                                                                |            |             |                               |                                   |                               |                |          |
| 1995 - Barrage (groupe mondial I) - Japon - Canada - 5 : 0                     |            |             |                               |                                   |                               |                |          |
| 15                                                                             | 22/07/1995 | Gifu        | Moquette (int.)               | Naoko Sawamatsu                   | Patricia Hy                   | 7-64, 6-1      | Parcours |
| 15                                                                             | 22/07/1995 | Gifu        | Moquette (int.)               | Kimiko Date                       | Patricia Hy                   | 6-3, 4-6, 6-1  | Parcours |
|                                                                                |            |             |                               |                                   |                               |                |          |
| 1996 - 1/4 de finale (groupe mondial II) - Canada - République tchèque - 0 : 3 |            |             |                               |                                   |                               |                |          |
| 16                                                                             | 27/04/1996 | Vancouver   | Dur (ext.)                    | Helena Suková                     | Patricia Hy                   | 3-6, 6-0, 8-6  | Parcours |
| 16                                                                             | 27/04/1996 | Vancouver   | Dur (ext.)                    | Jana Novotná                      | Patricia Hy                   | 6-74, 6-0, 6-1 | Parcours |
|                                                                                |            |             |                               |                                   |                               |                |          |
| 1996 - Barrage (groupe mondial II) - Canada - Australie - 2 : 3                |            |             |                               |                                   |                               |                |          |
| 17                                                                             | 13/07/1996 | Aurora      | Terre (ext.)                  | Patricia Hy                       | Rachel McQuillan              | 6-2, 7-5       | Parcours |
| 17                                                                             | 13/07/1996 | Aurora      | Terre (ext.)                  | Nicole Bradtke                    | Patricia Hy                   | 6-3, 3-6, 6-2  | Parcours |
|                                                                                |            |             |                               |                                   |                               |                |          |
| 1997 - Barrage (groupe mondial II) - Slovaquie - Canada - 5 : 0                |            |             |                               |                                   |                               |                |          |
| 18                                                                             | 12/07/1997 | Bratislava  | Terre (ext.)                  | Henrieta Nagyová                  | Patricia Hy                   | 6-4, 6-3       | Parcours |
| 18                                                                             | 12/07/1997 | Bratislava  | Terre (ext.)                  | Karina Habšudová                  | Patricia Hy                   | 6-2, 7-66      | Parcours |

## Classements WTA en fin de saison

### En simple
| Année | 1983 | 1984 | 1985 | 1986 | 1987 | 1988 | 1989 | 1990 | 1991 | 1992 | 1993 | 1994 | 1995 | 1996 | 1997 | 1998 |
| Rang  | 68   | 213  | 324  | 102  | 101  | 208  | 227  | 106  | 57   | 31   | 41   | 64   | 75   | 68   | 64   | 298  |

Source : (en) « Classements de Patricia Hy », sur le site officiel du WTA Tour

### En double
| Année | 1986 | 1987 | 1988 | 1989 | 1990 | 1991 | 1992 | 1993 | 1994 | 1995 | 1996 | 1997 | 1998 |
| Rang  | 218  | 48   | 67   | 175  | 172  | 218  | 243  | 65   | 82   | 73   | 74   | 85   | 219  |

Source : (en) « Classements de Patricia Hy », sur le site officiel du WTA Tour